# チアゴ・フェレイラ・ロペス
チアゴ・ロペス（Thiago Lopes）ことチアゴ・フェレイラ・ロペス（ポルトガル語: Thiago Ferreira Lopes、1996年10月27日 - ）は、ブラジルのサッカー選手。ポジションはMF。

## クラブ歴
2011年にコリチーバFCの下部組織に加入。2015年初めにトップチーム対ユースチームの練習試合を組んだところ、トップチームのネイ・フランコ監督の目に留まりトップチーム昇格を果たした。同年8月19日にコパ・ド・ブラジルでフイに代わって途中投入され選手初出場。カンピオナート・ブラジレイロ・セリエAでは9月6日の試合にスターティングメンバーとして出場し初出場を記録した。初得点は2016年3月20日、カンピオナート・パラナエンセでの事であった。
2017年5月、ロンドリーナECに期限付き移籍。
2018年にコリチーバに復帰したものの、度重なる怪我によって同年9月から翌年3月まで戦列を離れた。
2020年にECヴィトーリアに期限付き移籍。
2021年にスポルチ・レシフェに期限付き移籍。